# Donna Robertson
Donna Robertson (ur. 24 kwietnia 1969) – brytyjska zapaśniczka walcząca w stylu wolnym i judoczka. 
W zapasach, siódma na igrzyskach Wspólnoty Narodów w 2010. Brązowa medalistka mistrzostw Wspólnoty Narodów w 2009 i 2011 roku.
W judo, brązowa medalistka igrzysk Wspólnoty Narodów w 1990. Zdobyła cztery medale mistrzostw Wspólnoty Narodów. Mistrzyni kraju w 2000, 2002, 2004, 2005. Uczestniczka mistrzostw świata w 2005. Startowała w Pucharze Świata w latach 2000-2006.
Jej siostra Fiona Robertson jest również zapaśniczką.